# Hubert Lamey
Hubertus „Hubert“ August Maria Ulrich Lamey (* 30. Oktober 1896 in Mannheim; † 7. April 1981 in Augsburg) war ein deutscher Offizier, zuletzt Generalmajor im Zweiten Weltkrieg und Träger des Ritterkreuzes des Eisernen Kreuzes.

## Leben

### Herkunft
Hubert Lamey wurde am 30. Oktober 1896 als Sohn des Kunstmalers August Adolf Lamey (1856–1930) und dessen Ehefrau Anna Maria Jane, geb. Dilger (1870–1927) in Mannheim geboren. Er besuchte zunächst die Höhere Bürgerschule und später bis zum Abitur das Karl-Friedrich-Gymnasium in Mannheim.

### Militärischer Werdegang
Er trat im Oktober 1915 als Fahnenjunker in das Ersatz-Bataillon des Reserve-Infanterie-Regiment Nr. 40 ein. Am 30. Dezember 1915 erfolgte die Versetzung zur Maschinengewehr-Kompanie des Reserve-Infanterie-Regiment Nr. 40, mit der er als Teil der 115. Infanterie-Division an den Stellungskämpfe an der Ostfront zwischen Krewo-Smorgon-Narotschsee-Tweretsch teilnahm. Nach Beförderung zum Leutnant am 24. April 1916 mit Zuteilung zum 2. Badisches Grenadier-Regiment „Kaiser Wilhelm I.“ Nr. 110 unter Belassung beim Reserve-Infanterie-Regiment Nr. 40 nahm er bis zum 10. August 1916 an den Stellungskämpfe vor Riga teil. Anschließend folgte ein 3-monatiger Kursus an der Feldkriegsschule Liebau. Mit der Führung der 3. Maschinengewehr-Kompanie beauftragt folgten ab dem 1. Dezember 1915 weitere Einsätze auf dem rumänischen Kriegsschauplatz u. a. bei der Schlacht am Argesch und der Einnahme von Bukarest bis zum endgültigen Waffenstillstand von Rumänien und Verlegung des Regiments nach Westen im April 1918. Dort nahm er ab Ende Mai u. a. an der Schlacht bei Soissons und Reims teil. Nach dem Waffenstillstand am 11. November 1918 erfolgte der Rückmarsch in die Heimat mit anschließender Versetzung zum Grenadier-Regiment Nr. 110.
Nach dem Krieg diente er in einigen Reitereinheiten und dann ab Mitte der 1920er Jahre im Infanterie-Regiment 14  der Reichswehr. Später war er auch bei anderen Infanterieeinheiten tätig.
Im Jahr 1932 begann er eine Ausbildung im Reichswehrministerium in Berlin. Im August 1933 wurde er als Transportoffizier zur 5. Division versetzt. Wenig später erfolgte seine Versetzung zum Generalstab des Heeres. Am 1. August 1935 wurde er Leiter der 12. Kompanie des Infanterie-Regiment 14. In den Jahren 1936 bis 1938 war er Lehrer an der Kriegsakademie. Ab dem 1. Juli 1938 war er Stabsoffizier bei der 27. Infanterie-Division. Nach dem Beginn des Zweiten Weltkriegs wurde Lamey am 15. Oktober 1939 zum Stab der 7. Armee versetzt, wo er als Oberquartiermeister tätig war.
Beförderungsvita
- 23. Oktober 1915 Fahnenjunker
- 26. Januar 1916 Unteroffizier
- 24. April 1916 Leutnant
- 1. April 1925 Oberleutnant
- 1. Februar 1933 Hauptmann
- 1. April 1936 Major
- 1. April 1939 Oberstleutnant
- 1. Juli 1941 Oberst
- 1. September 1944 Generalmajor

Im August 1942 wurde er als Oberst Kommandeur des Grenadierregiments 328. Dieses Regiment war im Raum Leningrad eingesetzt. Am 28. Juli 1943 wurde er mit dem Deutschen Kreuz in Gold und am 12. Februar 1944 mit dem Ritterkreuz des Eisernen Kreuzes ausgezeichnet. Zu diesem Zeitpunkt war er Oberst und stv. Kdr. einer Jägerdivision. Später befehligte er die 28. Jägerdivision und danach die 118. Jägerdivision, die auf dem Balkan eingesetzt war. Seit dem 1. September 1944 bekleidete er den Dienstgrad eines Generalmajors.
Nach dem Ende des Krieges geriet er in Kriegsgefangenschaft, in der er bis zum 30. Oktober 1947 verblieb.
Hubert Lamey war ab dem 16. August 1928 mit Elisabeth Ellen von Meiss (1906–1987) verheiratet. Aus der Ehe gingen zwei Söhne, Hanns-Ulrich (* 1930) und Klaus-Walter (* 1934) hervor.
Lamey verstarb am 7. April 1981 in Augsburg. Dort fand er seine letzte Ruhestätte auf dem Neuen Ostfriedhof.

## Orden und Auszeichnungen
Hubert Lamey erhielt u. a. folgende Orden und Auszeichnungen (Verleihungsdatum jeweils in Klammern):
- Eisernes Kreuz (1914) II. und I. Klasse (31. Dezember 1916) / (19. August 1918)
- Badischer Orden vom Zähringer Löwen, Ritterkreuz II. Klasse (17. Oktober 1917)
- Ehrenkreuz für Frontkämpfer (21. Januar 1935)
- Dienstauszeichnung der Wehrmacht II.-IV. Klasse (2. Oktober 1936)
- Spange zum Eiserne Kreuz (1939) II. und I. Klasse (September 1939)
- Verwundetenabzeichen in Schwarz (29. August 1942) in Silber (12. März 1943)
- Infanterie-Sturmabzeichen (2. März 1943)
- Deutsches Kreuz in Gold (28. Juli 1943)
- Ritterkreuz des Eisernen Kreuzes (12. Februar 1944)

## Archivische Überlieferungen
Im Bundesarchiv-Militärarchiv Freiburg sind unter den Signaturen PERS 6/1552 und PERS 6/300098 zwei militärische Personalakten zu Hubert Lamey überliefert.
Teile seines Nachlasses finden sich dort unter der Signatur N 317.
Im Generallandesarchiv Karlsruhe befindet sich unter der Signatur 233 Eintrag in Nr. 51189 eine Akte über die Verleihung des Ritterkreuzes des Ordens vom Zähringer Löwen.

## Veröffentlichungen (Auswahl)
- Hubert Lamey (Hrsg.): Der Weg der 118. Jäger Division. Augsburg 1954.
- Hubert Lamey: Deutsche Soldaten in Amerika während der Befreiungskämpfe 1775–1783 und des Bürgerkrieges 1861–1865. In: Deutsches Soldatenjahrbuch 1975–1978.

Lamey veröffentlichte u. a. auch in der Zeitschrift "Wehrmacht", z. B zu den Herbstmanövern 1937.